# Moustafa Zeidan
Moustafa Zeidan (Helsingborg, 7 de junio de 1998) es un futbolista sueco que juega en la demarcación de centrocampista para el Hatta Club de la UAE Pro League.

## Selección nacional
Tras jugar en varias categorías inferiores de la selección, finalmente hizo su debut con la selección de fútbol de Suecia en un partido amistoso contra Finlandia que finalizó con un resultado de 2-0 a favor del combinado sueco tras los goles de Christoffer Nyman y Joel Asoro.

## Clubes
| Club                | País                   | Año       | Partidos | Goles |
| ------------------- | ---------------------- | --------- | -------- | ----- |
| Högaborgs BK        | Suecia                 | 2013-2014 | 19       | 9     |
| Helsingborgs IF     | Suecia                 | 2016-2017 | 5        | 0     |
| Syrianska FC        | Suecia                 | 2017      | 14       | 1     |
| IF Brommapojkarna   | Suecia                 | 2018      | 16       | 0     |
| IK Frej             | Suecia                 | 2019      | 19       | 7     |
| Jönköpings Södra IF | Suecia                 | 2020-2021 | 42       | 5     |
| IK Sirius Fotboll   | Suecia                 | 2021-2022 | 32       | 4     |
| Malmö FF            | Suecia                 | 2022-2023 | 34       | 4     |
| Hatta Club (cedido) | Emiratos Árabes Unidos | 2023-     | 6        | 1     |